# کریم‌لی (گدابیگ)
کریم‌لی (به لاتین: Kərimli) یک منطقه مسکونی در جمهوری آذربایجان است که در شهرستان گدابیگ واقع شده است. کریم‌لی ۲۸۵ نفر جمعیت دارد.